# Ченцы (Заволжское сельское поселение)
Ченцы — деревня в Ярославском районе Ярославской области. Входит в состав Заволжского сельского поселения.

## География
Находится в восточной части Ярославской области на расстоянии приблизительно 8 км на восток-северо-восток по прямой от станции Филино.

## История
В 1859 году здесь (деревня Ярославского уезда Ярославской губернии) было учтено 19 дворов, в 1898 — 22.

## Население
Численность населения: 101 человек (1859 год), 41 (русские 100 %) в 2002 году, 27 в 2010.